# 普罗列塔里
普罗列塔里（羅馬化：Proletariy）是俄罗斯诺夫哥罗德州的工人村（市级镇），属诺夫哥罗德区，地处诺夫哥罗德州西部，位于伊尔门湖流域尼沙河（Ниша）畔，在区行政中心及州府大诺夫哥罗德东南方。
该地2021年人口有4,500人；2010年人口5,145；2002年人口5,362；1989年人口5,753。